# Seznam stanic šířených z vysílače Ještěd
Seznam stanic šířených z vysílače Ještěd obsahuje přehled všech televizních a rozhlasových kanálů vysílaných z tohoto vysílače včetně historických změn.

## Historie
Dne 1. července 1958 se začal z Ještědu šířit signál z provizorního vysílače, jenž patřil radioklubu, součásti libereckého Svazarmu. Antény vysílače byly připevněny k zábradlí kamenné věže. Na počátku roku 1959 převzala vysílač Správa dálkových spojů a k 1. květnu 1959 zahájila pravidelný provoz. Po třech letech provozu nahradilo dosud používaný amatérský vysílač zařízení TRSA 56 vyrobené v Sovětském svazu. Od 25. do 27. srpna 1968, tedy krátce po invazi vojsk Varšavské smlouvy do Československa, vysílalo z Ještědu Svobodné studio Sever. Poslední den jeho zdejšího vysílání v jeho programu promluvili také herec Jan Tříska a spisovatel Václav Havel, na což upomíná pamětní tabule umístěná v místech, kde provizorní vysílač stál.
Nově postavený vysílač vybavený zařízením Tesla III – Zona začal šířit televizní signál dne 1. května 1971. Během září 1973 začalo i vysílání druhého programu Československé televize z vysílače Tesla TV 5/1 s výkonem 5 kW.
Po sametové revoluci šířil vysílač (pouze se zařízením značky Tesla) do okolí signál televizních stanic České televize (ČT1 a ČT2), dále TV Nova a TV Prima a též rozhlasových stanic Českého rozhlasu (Radiožurnál, Praha (nyní Dvojka) a Vltava) i soukromých provozovatelů (Radio Proglas, Radio Contact Liberec a Evropa 2).
V souvislosti s digitalizací televizního vysílání v České republice došlo v červnu roku 2009 za pomoci vrtulníku k výměně anténních systémů (za výrobek značky Rohde & Schwarz) v laminátovém nástavci v horních partiích vysílače. Na vysílači muselo být nejprve ke konci července 2009 vypnuto analogové vysílání ČT2 (na kanálu 43) a na jeho místě začal téhož dne vysílat DVB-T multiplex 1.
Zbylé tři stanice analogového televizního vysílání, tedy ČT1 (na kanálu 31), Nova (na kanálu 8) a Prima (na kanálu 60), byly vypnuty 30. června 2011. Analogové stanice ČT1, ČT2 a TV Prima vysílaly s výkonem 100 kW, TV Nova s výkonem 15,4 kW a na rozdíl od ostatních s vertikální polarizací. 
Digitální vysílání DVB-T multiplexu 2 začalo počátkem dubna 2010, multiplex 3 se přidal na konci července 2011.
Od srpna 2012 do listopadu 2015 vysílala z multiplexu 3 tohoto vysílače východočeská televize V1.
Při přechodu z DVB-T na DVB-T byla nejprve 27. června 2017 spuštěna přechodová síť 12 na kanálu 31, ke které se 29. března 2018 přidala přechodové síť 11 České televize na kanálu 26.
Vypínání původních DVB-T multiplexů začalo 26. února 2020 vypnutím multiplexu 1, z přechodové sítě 11 se tím formálně stal multiplex 21, který pokračuje ve vysílání se stejnými parametry. Multiplex 2 měl být vypnut 30. března 2020, ale kvůli pandemii covidu-19 byl přechod pozastaven. K vypnutí multiplexu 2 a přechodové sítě 12 proto došlo 28. července 2020.Přechod z DVB-T na DVB-T2 z Ještědu byl dokončen v noci z 19. na 20. srpna, kdy byl vypnut poslední DVB-T multiplex 3 a spuštěn DVB-T multiplex 23.
17. září 2020 bylo spuštěno vysílání multiplexu digitálního rádia DAB+ multiplexu ČRo DAB+, ve kterém jsou šířeny stanice Českého rozhlasu.
Vysílač svým televizním vysíláním v České republice pokrývá oblast vymezenou Hradcem Králové na východě, severním okrajem Prahy na jihu a Veltrusy, Úštěkem a Šluknovem na západě. 
Ještěd je vedle šíření rozhlasového a televizního vysílání také důležitým uzlovým bodem pro radioreléové a optické spoje. Jsou zde základnové stanice (BTS) mobilních operátorů T-Mobile, O2, Vodafone a Nordic Telecom.

## Vysílané stanice

### Televize
Přehled televizních multiplexů vysílaných z Ještědu:
|        | Multiplex    | Kanál | Kmitočet | Výkon (ERP) | Polarizace   | Spuštěno                 |
| ------ | ------------ | ----- | -------- | ----------- | ------------ | ------------------------ |
| DVB-T2 | Multiplex 21 | 26    | 514 MHz  | 25 kW       | horizontální | březen 2018 / únor 2020* |
| DVB-T2 | Multiplex 22 | 28    | 530 MHz  | 32 kW       | horizontální | červenec 2020            |
| DVB-T2 | Multiplex 23 | 31    | 554 MHz  | 32 kW       | horizontální | srpen 2020               |

*Od března 2018 do února 2020 multiplex vysílal jako přechodová síť 11, v lednu 2020 přešel formálně na multiplex 21.

### Rozhlas
Přehled rozhlasových stanic vysílaných z Ještědu:
|    | Stanice         | Kmitočet  | Výkon (ERP) | Polarizace   |
| -- | --------------- | --------- | ----------- | ------------ |
| FM | Evropa 2        | 88,1 MHz  | 1 kW        | vertikální   |
| FM | ČRo Dvojka      | 89,9 MHz  | 15 kW       | horizontální |
| FM | ČRo Radiožurnál | 95,9 MHz  | 20 kW       | horizontální |
| FM | ČRo Liberec     | 97,9 MHz  | 20 kW       | horizontální |
| FM | Rádio Blaník    | 101,4 MHz | 20 kW       | horizontální |
| FM | ČRo Vltava      | 103,9 MHz | 20 kW       | horizontální |

Do 31. května 2025 bylo na frekvenci 97,9 MHz šířeno vysílání Radia Proglas. Od 25. června 2025 zde vysílá Český rozhlas Liberec.
Z Ještědu se vysílá i digitální rozhlas DAB+:
|      | Multiplex | Kanál | Kmitočet    | Výkon (ERP) | Polarizace | Spuštěno  |
| ---- | --------- | ----- | ----------- | ----------- | ---------- | --------- |
| DAB+ | ČRo DAB+  | 12C   | 227,360 MHz | 5 kW        | vertikální | září 2020 |

## Ukončené vysílání

### Analogová televize
Přechod z analogového vysílání na digitální probíhal od 31. srpna 2009 do 30. června 2011.
| Vypnuto       | Stanice  | Kanál | Kmitočet   | Výkon (ERP) | Polarizace   |
| ------------- | -------- | ----- | ---------- | ----------- | ------------ |
| červen 2011   | ČT1      | 31    | 551,25 MHz | 100 kW      | horizontální |
| červenec 2009 | ČT2      | 43    | 647,25 MHz | 100 kW      | horizontální |
| červen 2011   | TV Nova  | 8     | 191,25 MHz | 15,4 kW     | vertikální   |
| červen 2011   | TV Prima | 60    | 783,25 MHz | 100 kW      | horizontální |

### Digitální televize DVB-T
Vypínání DVB-T a přechod na DVB-T2 probíhal od února do srpna 2020.
| Vypnuto       |        | Multiplex         | Kanál | Kmitočet | Výkon (ERP) | Polarizace   | Spuštěno      |
| ------------- | ------ | ----------------- | ----- | -------- | ----------- | ------------ | ------------- |
| únor 2020     | DVB-T  | Multiplex 1       | 43    | 650 MHz  | 50 kW       | horizontální | červenec 2009 |
| červenec 2020 | DVB-T  | Multiplex 2       | 52    | 722 MHz  | 50 kW       | horizontální | duben 2010    |
| červenec 2020 | DVB-T2 | Přechodová síť 12 | 31    | 554 MHz  | 50 kW       | horizontální | červen 2017   |
| srpen 2020    | DVB-T  | Multiplex 3       | 60    | 786 MHz  | 20 kW       | horizontální | červen 2011   |

## Nejbližší vysílače
Nejbližší významné vysílače a vzdálenost k nim:
| Růžice kompasu |                     | Görlitz (D) 45 km | Jelenia Góra - Śnieżne Kotły (PL) 40,6 km | Růžice kompasu |
| Růžice kompasu | Buková hora 53,7 km | Sever             | Černá hora 54,1 km                        | Růžice kompasu |
| Růžice kompasu | Buková hora 53,7 km | Západ · Východ    | Černá hora 54,1 km                        | Růžice kompasu |
| Růžice kompasu | Buková hora 53,7 km | Jih               | Černá hora 54,1 km                        | Růžice kompasu |
| Růžice kompasu | Cukrák 99,2 km      |                   | Krásné 114,6 km                           | Růžice kompasu |